# Folkeskolen (fagblad)
 Der er for få eller ingen kildehenvisninger i denne artikel, hvilket er et problem. Du kan hjælpe ved at angive troværdige kilder til de påstande, som fremføres i artiklen.

Folkeskolen (formelt Fagbladet Folkeskolen) er et dansk fagblad og online medie for undervisere i folkeskolen, der udgives af fagbladet Folkeskolens ApS, ejet af Danmarks Lærerforening (DLF) og Stibo Complete.
Folkeskolens historie går tilbage til 1883 som et månedsblad under titlen Danmarks Lærerforenings Medlemsblad, men fik navnet Folkeskolen fra 12. juli 1906.
Både blad og netversion redigeres efter journalistiske relevanskriterier.
Hovedmålgruppen er lærere, børnehaveklasseledere, ledere og lærerstuderende. Den redaktionelle linje er uafhængig af foreningsmæssige, økonomiske og politiske interesser. Det er chefredaktør (siden 2023) Andreas Marckmann Andreasen, der har det fulde ansvar for både artikler og ledere.

## Klummer
Der er plads til debatter og klummer mm. i fagbladet Folkeskolen.dk

## Oplag
Fagbladet Folkeskolens magasin udkommer 11 gange årligt i et oplag på ca. 71.000 eksemplarer. Bladet leveres direkte hjem til 51.000 skolelærere, 3.750 skoledere, 2.730 børnehaveklasseledere og 5.000 lærerstuderende.

### Læsertal
Folkeskolens magasin har gennemsnitligt 130.000 læsere per eksemplar (Index Danmark/Gallup Marketing Helår 2023)